# Потапенко, Фёдор Иванович
Фёдор Ива́нович Пота́пенко (1927 — 2000) — советский дипломат. Чрезвычайный и полномочный посол.

## Биография
Окончил Военный институт иностранных языков (1955). На дипломатической работе с 1969 года.
- В 1969—1972 годах — советник Посольства СССР в КНР.
- В 1972—1980 годах — сотрудник центрального аппарата МИД СССР.
- С 24 апреля 1980 по 10 августа 1984 года — чрезвычайный и полномочный посол СССР в Сингапуре[1].
- С 5 сентября 1984 по 8 сентября 1988 года — чрезвычайный и полномочный посол СССР в Малайзии[2].

С 1988 года — в отставке.
Похоронен на Троекуровском кладбище (4-й участок).

## Награды
- Орден «Знак Почёта» (1971, 1987).
- Орден Дружбы народов (1981).
- Почётная грамота Президиума Верховного совета РСФСР (1977).